# 神竜定夫
神竜 定夫（じんりゅう さだお、1915年11月17日 - 没年不明）は、兵庫県姫路市出身で出羽海部屋に所属した元大相撲力士。本名は北川 定夫（きたがわ さだお）。最高位は東十両15枚目。得意技は左四つ、寄り。

## 経歴
関西角力協会に入門、同協会解散後は出羽海部屋に入り、1938年1月場所に幕下付出で初土俵を踏む。1944年5月場所に十両に昇進。この場所2勝8敗と負け越し、翌11月場所幕下に落ち、その場所限りで廃業した。

## 主な成績
- 通算成績：55勝63敗3休  勝率.466
- 十両成績：2勝8敗  勝率.200
- 現役在位：15場所
- 十両在位：1場所

### 場所別成績
| 1938年 （昭和13年） | 西幕下付出35枚目 4–8 | 西三段目11枚目 4–3 | x                      |
| 1939年 （昭和14年） | 東幕下36枚目 3–4     | 西幕下44枚目 5–3   | x                      |
| 1940年 （昭和15年） | 東幕下25枚目 2–6     | 東幕下30枚目 6–2   | x                      |
| 1941年 （昭和16年） | 東幕下9枚目 4–4      | 東幕下6枚目 3–5    | x                      |
| 1942年 （昭和17年） | 東幕下11枚目 3–5     | 東幕下17枚目 6–2   | x                      |
| 1943年 （昭和18年） | 西幕下3枚目 2–6      | 西幕下17枚目 5–3   | x                      |
| 1944年 （昭和19年） | 西幕下8枚目 5–3      | 東十両15枚目 2–8   | 東幕下6枚目 引退 1–1–3 |
| 各欄の数字は、「勝ち-負け-休場」を示す。 優勝 引退 休場 十両 幕下 三賞：敢=敢闘賞、殊=殊勲賞、技=技能賞 その他：★=金星 番付階級：幕内 - 十両 - 幕下 - 三段目 - 序二段 - 序ノ口 幕内序列：横綱 - 大関 - 関脇 - 小結 - 前頭（「#数字」は各位内の序列） |                      |                    |                        |

## 改名歴
- 真竜（しんりゅう）1938年1月場所
- 神竜（じんりゅう）1938年5月場所 - 1939年1月場所
- 播州山（ばんしゅうやま）1939年5月場所 - 1943年1月場所
- 神竜 定夫（じんりゅう さだお）1943年5月場所 - 1944年11月場所